# Civitella Paganico
Civitella Paganico ist eine italienische Gemeinde mit 2915 Einwohnern (Stand 31. Dezember 2023) in der Provinz Grosseto, Toskana.

## Geografie

Lage von Civitella Paganico in der Provinz Grosseto

Der Ort erstreckt sich über 193 km². Der Gemeindename setzt sich aus den Orten Civitella Marittima und Paganico zusammen. Die Gemeindeverwaltung liegt in Civitella Marittima, größter Ortsteil ist Paganico. Der Ort liegt etwa 90 km südlich der Regionalhauptstadt Florenz und rund 30 km nordöstlich der Provinzhauptstadt Grosseto. Im Norden grenzt die Gemeinde an die Provinz Siena (Gemeinde Monticiano), Siena selbst liegt ca. 40 km nördlich. Civitella Paganico liegt in der klimatischen Einordnung italienischer Gemeinden in der Zone D, 1 979 GG. Zu den wichtigsten Gewässern im Gemeindegebiet zählen die Flüsse Merse (3 km im Ortsgebiet) und Ombrone (16 km im Ortsgebiet) sowie die Torrenti Gretano (21 von insgesamt 27 km im Ortsgebiet) und Lanzo (24 von insgesamt 29 km im Ortsgebiet).
Zu seinen Ortsteilen zählen Civitella Marittima (329 m, ca. 520 Einwohner), Paganico (65 m, ca. 830 Einwohner), Pari (377 m, ca. 200 Einwohner), Casale di Pari (458 m, ca. 175 Einwohner), Monte Antico (Stazione di Monte Antico, 77 m, und Monte Antico Alto, 212 m, zusammen ca. 30 Einwohner), Dogana (206 m, ca. 40 Einwohner) und Petriolo (nur rechtsseitig des Farma, keine Einwohner).
Die Nachbargemeinden sind Campagnatico, Cinigiano, Montalcino (SI), Monticiano (SI), Murlo (SI) und Roccastrada.

## Geschichte
Die Orte Pari und Casale di Pari gehörten bis 1920 zur Gemeinde Campagnatico und wurden dann zur Gemeinde Pari. Sechs Jahre später wurde Pari mit Paganico zusammengelegt. Die neue Gemeinde Civitella Paganico entstand am 5. Februar 1928.

## Verkehr
- Der Ort hat drei Anschlussstellen (Paganico, Paganico Nord und Civitella) an der Strada Statale 223 di Paganico, die hier Teil der Europastraße 78 ist.
- Der Ort besitzt die Haltepunkte Civitella Paganico (in Paganico) und Monte Antico an der Bahnstrecke Siena–Grosseto.
- Bei Civitella gibt es einen kleinen Flugplatz (Aviosuperficie Casenovole) für die Allgemeine Luftfahrt.

## Sehenswürdigkeiten

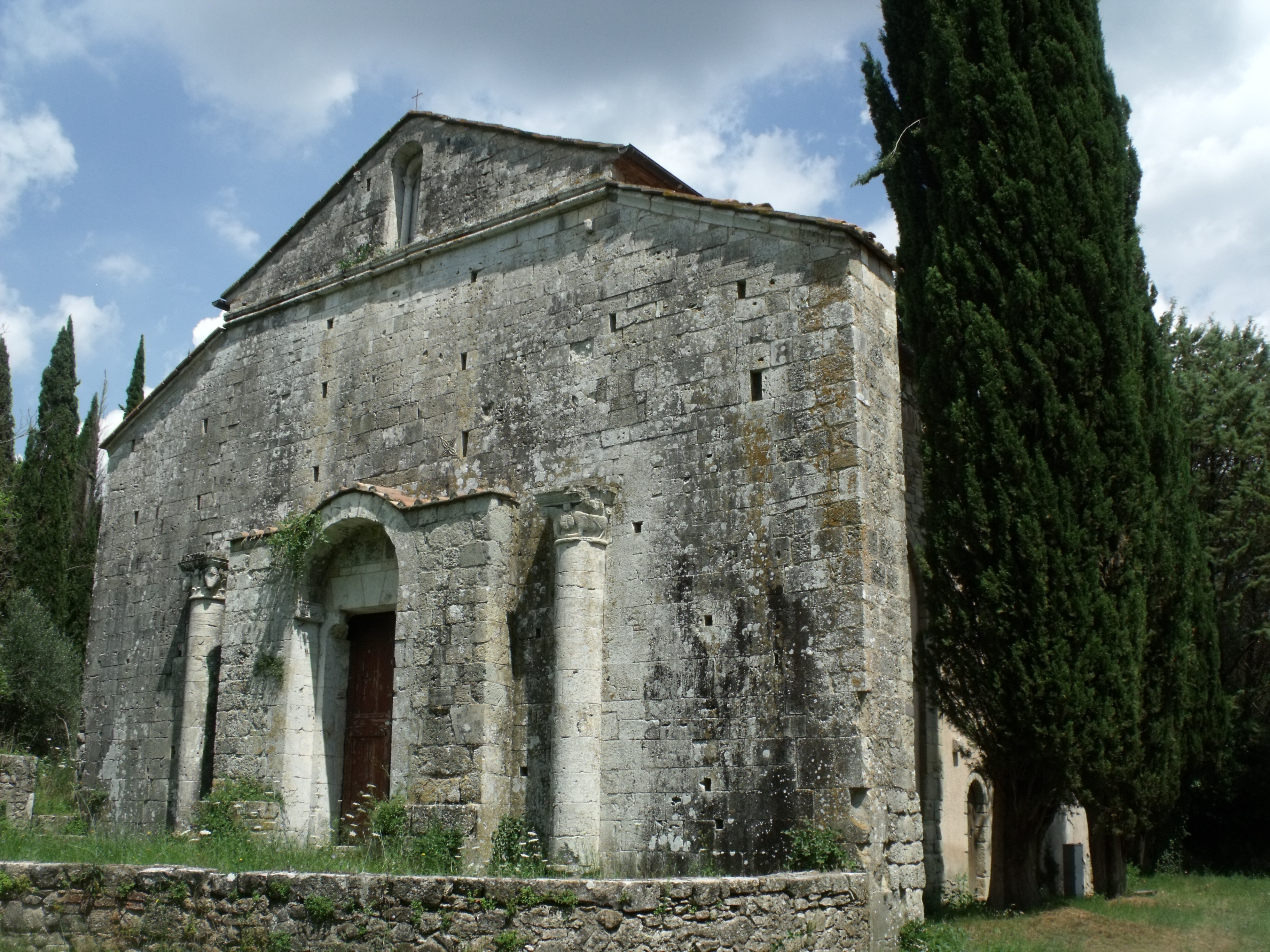
Abbazia di San Lorenzo al Lanzo (auch Badia Ardenghesca genannt)

- Abbazia di San Lorenzo al Lanzo (auch Badia Ardenghesca genannt), ca. 2 km nordöstlich von Civitella Marittima gelegene Abtei am Fluss Lanzo.[6]
- Cappella di Sant’Antonio Abate a Monteverdi am Monteverdi.
- Castello di Casenovole, Ortsteil und Burg ca. 5 km nordöstlich von Civitella Marittima. Wurde bereits 988 erwähnt und gehörte zu den Ardengheschi. 1380 wurde die Burg von Niccolò de’ Bonsignori aus Siena erobert[7] und gehört seitdem zum Familienbesitz der Buonsignori.
- Castello di Monte Acuto (auch Monte Acuto di Pari genannt), Burg ca. 6 km nordöstlich von Civitella Marittima und kurz südlich von Pari. Bereits am 18. März 1108[8] als Besitz der Ardengheschi dokumentierte Burg. 1202 lebten hier ca. 90 Familien.[9] Gehörte um 1318 zu den Buonsignori aus Siena.[9]
- Castello di Monte Antico, Burg ca. 4 km nordöstlich von Paganico und ca. 5 km südöstlich von Civitella Marittima. Wurde erstmals 988 dokumentiert. Die Burg stammt aus dem 13. Jahrhundert,[9] gehörte zunächst den Ardengheschi und dann von 1318, nach Einnahme des Ortes durch Niccolò de’ Bonsignori (Buonsignori),[10] bis 1376 zu den Buonsignori. Von 1376 bis 1438 unterstand der Ort den Salimbeni, die Monte Antico dann an die Grafschaft Siena abgeben mussten. Die Tolomei aus Siena erhielten dann die Herrschaft über den Ort.
- Chiesa di San Biagio, Parochialkirche in Pari.
- Chiesa di San Donato, Hauptkirche in Casale di Pari.
- Chiesa di Santa Maria in Montibus, Parochialkirche in Civitella Marittima.
- Chiesa di San Materno, kurz südwestlich von Civitella Marittima gelegene Kirche.
- Chiesa di San Tommaso Apostolo, Kirche in Monte Antico. Wurde 1937 restauriert.[9]
- Pieve di Santa Maria de’ Monti, ehemalige Burg mit Pieve und heutige Ruine, liegt ca. 1 km südöstlich von Civitella Marittima.
- Chiesa di San Giovanni Evangelista, Kirche im Ortsteil Casenovole. Die Kirche steht außerhalb der Stadtmauern bzw. des Kastells und entstand im Mittelalter. Das heutige Erscheinungsbild ist auf die Restaurierung am Anfang des 20. Jahrhunderts zurückzuführen.[6]
- Fattoria di Monteverdi, entstand im 17. Jahrhundert durch die Grafenfamilie der Patrizi. Zum Gebäudekomplex gehört die Cappella di Sant’Antonio. Die Kapelle befindet sich unweit der ehemaligen Abtei San Pietro a Monteverdi (später San Michele), die 1215 von dem senesen Ugolino del Rustico zerstört wurde.[6]

### Kirche von Paganico

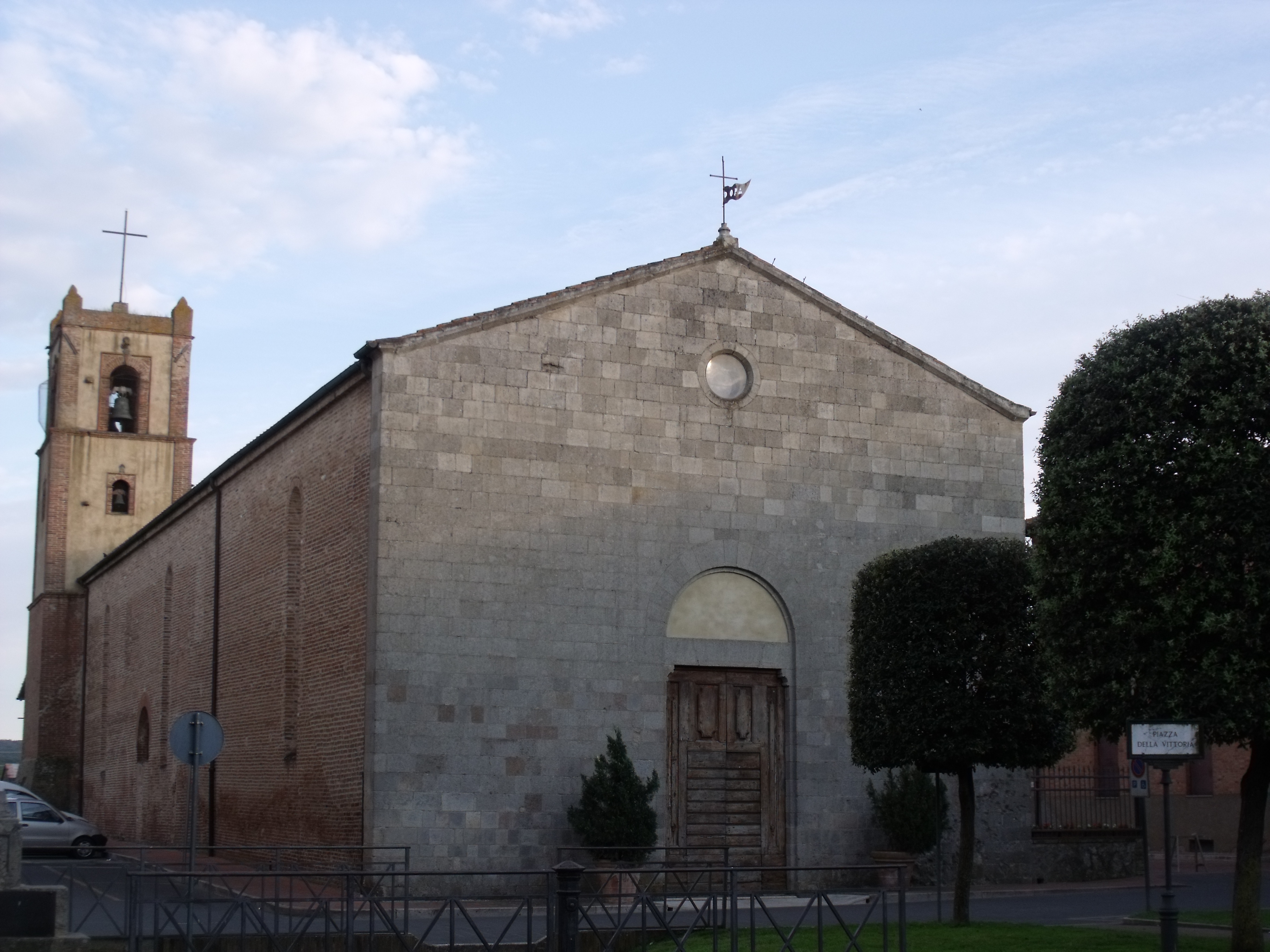
Die Kirche San Michele Arcangelo in Paganico

Die Kirche im Ortsteil Paganico, die Kirche von San Michele Arcangelo, wurde im 14. Jahrhundert erbaut. Sie verfügt über seltene Fresken von Biagio di Goro Ghezzi. Diese Fresken wurden über byzantinische Fresken gemalt, die man an manchen Stellen noch sehen kann.

#### Fresken
Die Fresken handeln von verschiedenen Themen:
- Die Verkündung
- Die Geburt Christi; Die Erscheinung des Heiligen Erzengels Michael auf dem Monte Gargano
- Das Dreikönigsfest
- Die vier Evangelisten
- Porträt der sechs Heiligen

#### Das Kruzifix
Das hölzerne Kruzifix der Kirche wurde vor kurzem neu restauriert. Es stammt wahrscheinlich von einem Schreiner aus dem 15. Jahrhundert. Mit diesem Kruzifix ist eine Legende verbunden, von der es zwei Versionen gibt. Die Legende besagt, dass Jäger aus Civitella das Kreuz in einem Wald fanden. Sie wollten es bis zum Abend an der Stelle liegen lassen, um es dann in ihre Kirche zu bringen. Als sie am Abend zurückkamen, um das Kreuz zu holen, war es verschwunden. Das Kreuz wurde in die Kirche von Paganico gebracht. Dies hatte eine zweite Gruppe von Jägern getan, die beschlossen, ihre Jagd abzubrechen. Ab hier gibt es zwei Versionen der Legende. Die eine besagt, dass die Jäger von Civitella das Kruzifix nach einigen Streitereien nahmen und in ihre Kirche brachten. Jedoch als sie morgens in die Kirche kamen, konnte man es nirgendwo finden. Es ist wunderbarerweise in die Kirche von Paganico zurückgekehrt. Die zweite Version besagt, dass nachdem die Streitigkeiten beendet waren, beschlossen sie, die Angelegenheit in Gottes Hand zu legen. Sie legten das Kruzifix auf einen Karren, der an zwei Ochsen befestigt war. Die Ochsen konnten sich frei bewegen, und nach langem, ziellosen Herumlaufen der Tiere kamen sie vor der Kirche von Paganico zum Stehen. Von da an war das Kruzifix in der Kirche von Paganico.